# ロンリー グッドナイト
「ロンリー グッドナイト」は、日本の歌手長山洋子のアイドル歌手時代にリリースされた13枚目のシングル。発売日は1988年5月25日。

## 解説
- 表題曲は、イギリスの女性歌手ロレイン・マッケイン (Lorraine McKane) が1984年に発表した楽曲「Let The Night Take The Blame」(邦題：哀しみのメモリー) のカバー曲で、1988年5月11日から9月28日にかけてフジテレビ系列水曜20時枠で放送された、大映テレビ・フジテレビ制作のテレビドラマ『ザ・スクールコップ』の主題歌として使用された。[2]

- 売上枚数は約2.9万枚。[3]

## 収録曲
1. ロンリー グッドナイト
作詞・作曲：J.V.Edwards, S.O.Donell, C.Jennings / 日本語詞：麻生圭子 / 編曲：鷺巣詩郎
2. 遠いラストサマー
作詞：竹花いち子 / 作曲：安部恭弘 / 編曲：新川博